# Ogam

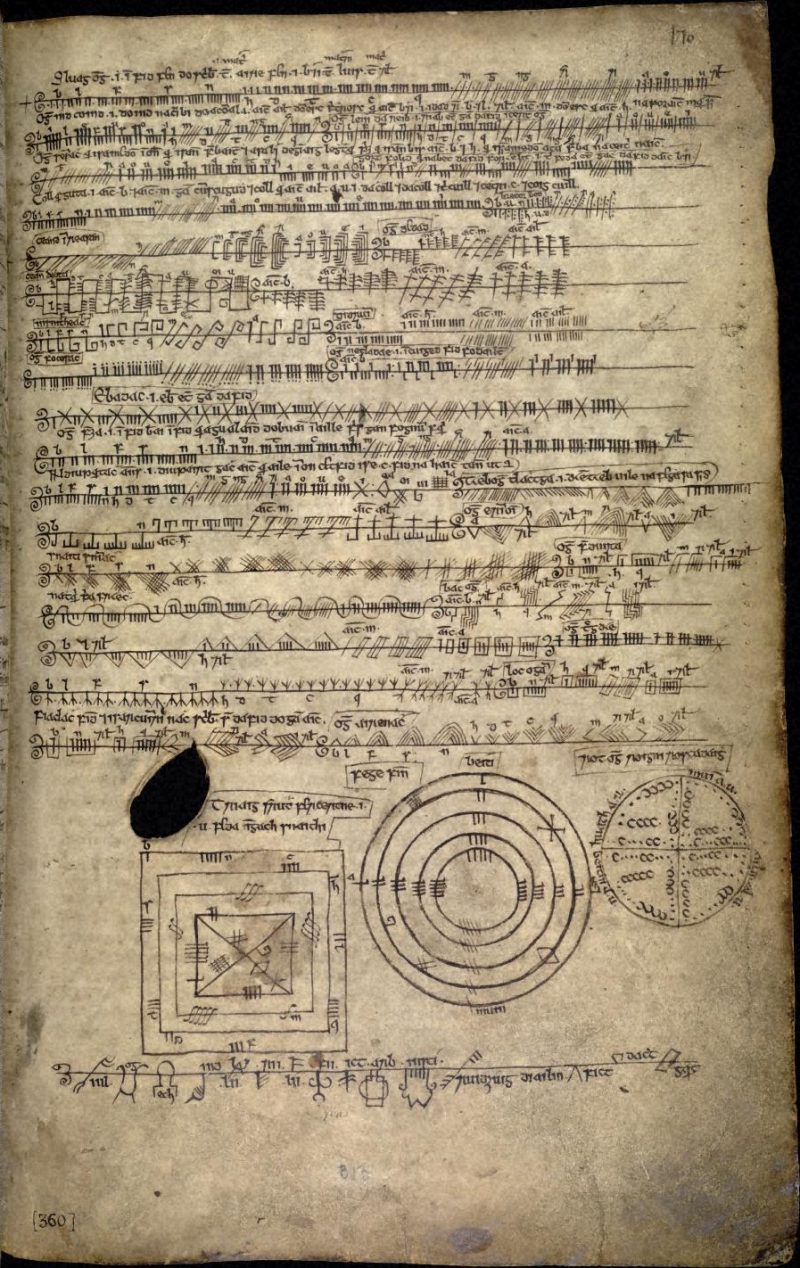
Stránka z knihy Auraicept na n-Éces

Ogam (᚛ᚑᚌᚐᚋ᚜) je raně středověké hláskové písmo v podobě zářezů rytých do hran kamenných kvádrů nebo do dřeva, které se používalo v Irsku pro zápis zprvu primitivní irštiny a později staré irštiny v době mezi 4. až 8. století n. l. Ogam byl později nahrazen latinkou, kterou do Irska přinesli první křesťanští misionáři již kolem 5. století v podobě iroskotského písma.
Ogam se psal buď na vertikální nebo na horizontální linii (hranu). V případě vertikální se psalo zdola nahoru, v případě horizontální zleva doprava.
Písmena jsou uspořádána do čtyř základních skupin po pěti znacích.
Písmeno každé jednotlivé skupiny je tvořeno čarami od jedné do pěti, které jsou různě orientovány k pomyslné základní linii či hraně opracovaného kamene.
Pro skupinu B se souhláskami B, L, V, S, N jsou to delší čáry vedené napravo (dolů).
Skupina H obsahující souhlásky H, D, T, C, Q jsou to delší čáry vedené vlevo (nahoru).
Skupina M zahrnující souhlásky M, G, Ng, Z, R se zapisují pomocí delších čar vedených zprava doleva přes osu, a to buď kolmo, nebo šikmo.
Skupina A obsahuje samohlásky A, O, U, E, I jde o krátké čáry kolmo přes.

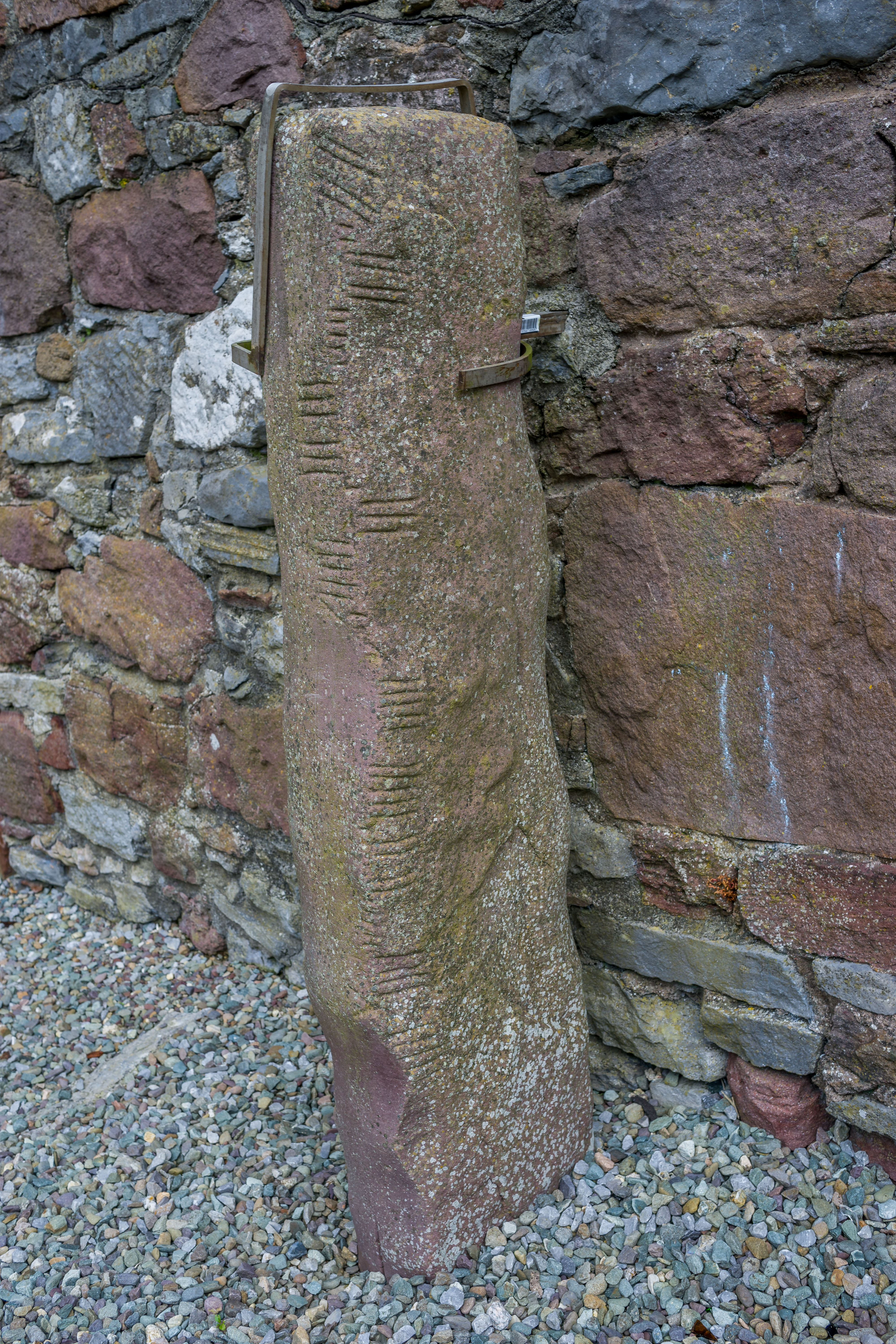
Kámen s písmem ogam, který se nachází u kostela v irské obci Ratass v hrabství Kerry.

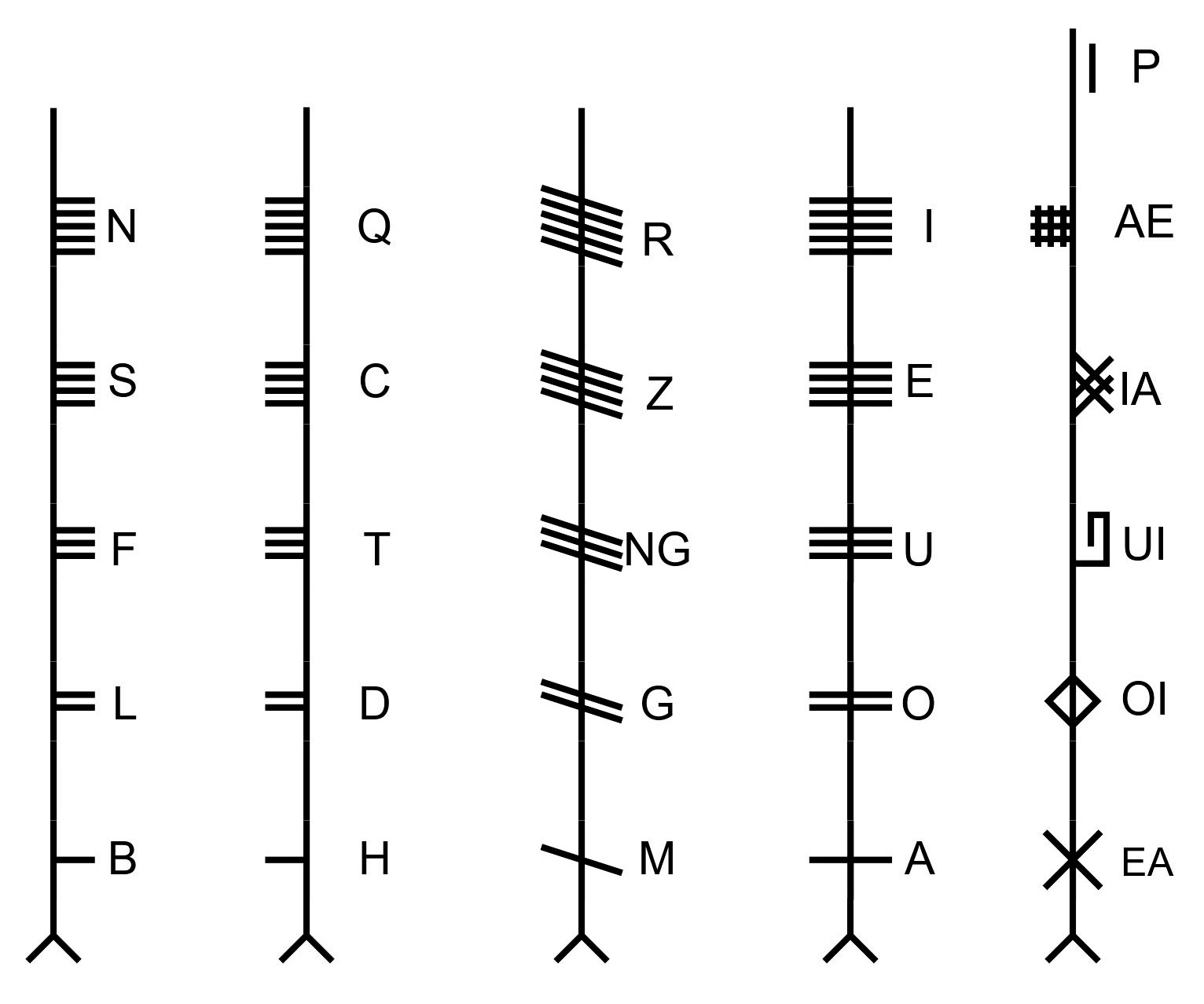
Ogam